# Sump
En sump er et vådområde hvor der permanent eller midlertidigt fremtræder oversvømmelse af lavvandede områder. En sump er ofte bevokset med siv eller andre planter der kan tåle periodevis oversvømmelse. Vandet i sumpen kan være ferskvand eller saltvand. En sump defineres generelt som havende meget lidt tørvedannelse.